# Ambito
Nella logica, l'ambito (in inglese: scope) di un quantificatore è l'intervallo nella formula in cui il quantificatore opera. L'ambito compare subito a destra del quantificatore e viene spesso indicato tra parentesi tonde. Alcuni autori includono nell'ambito anche la variabile a destra del quantificatore: ad esempio, nella formula {\displaystyle \forall x\,P}, abbiamo che {\displaystyle P} (risp., {\displaystyle xP}, inclusa quindi anche la variabile {\displaystyle x}) è l'ambito del quantificatore {\displaystyle \forall x} (risp., {\displaystyle \forall }).
Una variabile della formula è libera se e solo se non esistono occorrenze di tale variabile in nessuno degli ambiti dei quantificatori della variabile stessa. Un termine è libero per una variabile in una formula (cioè libero di sostituire quella variabile che è libera), se e solo se quella variabile non compare come variabile libera nell'ambito di qualsiasi quantificatore di qualsiasi variabile presente nel termine.